# Nancy Reynolds
Nancy Reynolds (* 24. November 1970 als Nancy Mason in Belleville, Illinois) ist eine US-amerikanische Beachvolleyballspielerin.

## Karriere
Reynolds spielte unter ihrem Mädchennamen Mason von 1988 bis 1991 Hallenvolleyball an der Indiana University Bloomington. Während ihrer Beachvolleyballkariere von 1994 bis 2009 spielte sie mit 41 verschiedenen Partnerinnen, konnte aber sowohl national als auch international nie ein Turnier gewinnen. Reynolds nahm an zwei Weltmeisterschaften teil: 1999 in Marseille mit Krista Blomquist und 2003 in Rio de Janeiro mit Dianne DeNecochea, wo sie Platz neun erreichte. Weitere Höhepunkte waren bei nationalen Turnieren zweite Plätze 2000 in Hermosa Beach mit Rachel Wacholder, 2003 in San Diego mit Dianne DeNecochea sowie 2006 in Fort Lauderdale und Tempe mit Jennifer Kessy und Manhattan Beach mit Elaine Youngs. 2003 war Reynolds „Most Improved Player“ der US-amerikanischen AVP-Tour. Auf der FIVB World Tour hatte Reynolds 2000 als Dritte beim Open in Fortaleza mit Leanne McSorley, 2003 als Dritte beim Open in Mailand mit Dianne DeNecochea, 2004 als Vierte beim Grand Slam in Marseille mit Carrie Dodd und 2005 als Vierte beim Open in Acapulco mit Jennifer Kessy ihre größten Erfolge.